# Johannes Dörr
Johannes Dörr (* 14. Juli 1912 in Dorsten; † 19. April 1999 in Saarbrücken) war ein deutscher Mathematiker, Informatiker und Hochschullehrer.

## Leben
Johannes Dörr wurde 1912 im westfälischen Dorsten als Sohn eines Bergarbeiters geboren. Nach seinem Abitur arbeitete er erst als Praktikant in einer Schlosserei und seit 1933 als technische Hilfskraft bei Junkers Motorenbau und Junkers Flugzeugwerk in Dessau. Im Jahre 1934 begann er ein Studium der technischen Physik an der Technischen Hochschule Darmstadt. Nach Erlangung des Diploms 1938 in der Abteilung für Mathematik und Naturwissenschaften, begann er 1939 als Ingenieur bei Junkers Flugzeug- und Motorenwerke, wo er sich mit Untersuchungen der Flattereigenschaften von Flugzeugen beschäftigte. Parallel zu dieser Arbeit promovierte er im Jahre 1942 an der TH Darmstadt bei Alwin Walther mit der Dissertation Der unendliche, federnd gebettete Balken unter dem Einfluss einer gleichförmig bewegten Last.
Nach dem Ende des Zweiten Weltkrieges arbeitete Dörr bei der ONERA in Frankreich. Im Jahre 1953 wurde er Dozent an der TH Darmstadt und habilitierte sich 1954. Im Jahre 1957 folgte er einem Ruf als Professor an das Institut für Angewandte Mathematik der Universität des Saarlandes. Dörr hat schon früh in der Lehre und Forschung den Ausbau der Methoden der Schaltalgebra gefördert. Er war Mitglied der DMV und der GAMM. Zu seinen Doktoranden gehört Otto Spaniol.
Johannes Dörr wurde im Jahre 1978 emeritiert. Der Jurist Dieter Dörr ist sein Sohn.

## Publikationen
- Der unendliche, federnd gebettete Balken unter dem Einfluß einer gleichförmig bewegten Last, Dissertation, Darmstadt, 1942.
- Mit Alwin Walther u. Edelgard Eller: Mathematische Berechnung der Temperaturverteilung in der Glasschmelze mit Berücksichtigung von Wärmeleitung und Wärmestrahlung, Glastechnische Berichte, Zeitschrift für Glaskunde 26 (1953) H. 5, S. 133–140.
- Mit Alwin Walther: Typische Einschwingvorgänge zu fundamentalen Übertragungsfunktionen. Archiv der elektrischen Übertragung (1953), S. 379–386.
- Die fundamentalen Übertragungsfunktionen des elektrischen Tiefpasses, ihre Übertragungseigenschaften und ihr Realisierungsproblem, 1953.
- 2. Colloquium über Schaltkreis- und Schaltwerk-Theorie, zus. m. Heinz Unger und Ernst Peschl, Birkhäuser Verlag, Basel, 1963.
- Linguistische Arbeiten des Germanistischen Instituts und des Instituts für Angewandte Mathematik der Universität des Saarlandes, Bd. 6., zus. m. Hans Eggers, Saarbrücken, 1969.
- Automatentheorie und formale Sprache – Bericht einer Tagung des Mathematischen Forschungsinstituts Oberwolfach, zus. m. Günter Hotz, 1969.